# 넷스케이프 (웹 브라우저)
넷스케이프(Netscape)는 넷스케이프 커뮤니케이션즈 코퍼레이션에 의해 개발된 상용 크로스 플랫폼 인터넷 스위트로 넷스케이프 6 이후 AOL 내에서 개발을 이었다. 마지막 버전의 넷스케이프는 다음과 같은 구성을 지녔다.
- 웹 브라우저
- 이메일, 뉴스 클라이언트
- 주소록
- HTML 편집기
- IRC 클라이언트
- 인스턴트 메신저

넷스케이프는 이후 넷스케이프 브라우저로 대체되었다.

## 개발 역사
넷스케이프 7.0은 2002년에 출시됐다. 넷스케이프 7.0은 안정적이고 빨라진 모질라 1.0 기반으로 작성되었으며, AOL 인스턴트 메신저, ICQ, 라디오@넷스케이프(Radio@Netscape) 등이 통합되었다. 근본적으로 모질라 스위트를 단순히 재구성한 것에 그친 이 제품에 시장의 반응은 냉담했다(AOL 독점 서비스에 대한 접근 도구가 통합되었음에도). 오페라나 정식 모질라 배포판과 같은 성숙한 비마이크로소프트 대안 제품과의 경쟁이 주된 이유였다. 7.1 버전(모질라 1.4 기반)도 비슷한 이유로 인기를 끌지 못했다.
윈도 플랫폼에서 넷스케이프는 시대에 맞지 않는 것이 되었다. 최근 버전을 사용하는 사람들이 어느 정도 있지만, 대부분의 사용자는 구식인데다 충돌이 잦은 4.x 버전에서 새 버전으로 바꾸려하지 않았거나 방법을 몰랐다. 그것은 새로운 브라우저가 일반적으로 더 성능 좋은 기계를 요구하기 때문이다. 인터넷 익스플로러를 이용할 수 없는 다른 플랫폼(리눅스와 같은)에서는, 모질라 스위트가 주로 넷스케이프 대신 쓰였다. 파이어폭스, 컨커러 등의 떠오르는 대안 제품들과도 힘든 경쟁을 벌였다.
AOL은 2003년 7월 15일, 모질라의 넷스케이프 버전을 개발하는 일에 관련된 직원들을 해고하겠다고 발표했다. AOL이 마이크로소프트에 대한 반독점 소송에서 향후 자사의 소프트웨어에 인터넷 익스플로러를 사용하기로 합의한 이후의 일이었고, 이것은 사실상 넷스케이프 네비게이터의 개발 중단을 의미하는 것으로 보였다. 많은 이들이 새 버전의 브라우저가 더 이상 나오지 않을 것이고, 넷스케이프 상표는 AOL의 다이얼 업 인터넷 서비스에만 쓰이게 될 것이라 믿었다.
넷스케이프 7.2가 2004년 8월 17일에 출시되었지만 AOL은 넷스케이프 브라우저 개발부를 다시 열지는 않았다. 7.2 버전은 넷스케이프 7.1과 별다른 차이가 없었으며, 새로운 기능은 mozdev.org에서 개발한 넷스케이프 툴바 정도만이 있었다.
많은 이들이 넷스케이프 7이 넷스케이프의 마지막 버전이 될 것이라 믿었지만, AOL은 2005년 5월에 넷스케이프 브라우저 8을 출시했다. 넷스케이프 브라우저는 보안성이 향상되었고, 인터넷 익스플로러의 트라이던트와 게코 레이아웃 엔진을 모두 사용할 수가 있었다. 이것으로 사용자들은 인터넷 익스플로러에서만 동작하도록 설계된 웹 페이지를 이용할 수 있게 되었다.

### 출시 기록
- 넷스케이프 7.0 – 2002년 8월 29일(모질라 1.0.1 기반)
- 넷스케이프 7.01 – 2002년 12월 10일(모질라 1.0.2 기반)
- 넷스케이프 7.02 – 2003년 2월 18일(모질라 1.0.2 기반)
- 넷스케이프 7.1 – 2003년 6월 30일(모질라 1.4 기반)
- 넷스케이프 7.2 – 2004년 8월 17일(모질라 1.7 기반)
- 넷스케이프 9.0b1 - 2007년 6월 5일
- 넷스케이프 9.0b2 - 2007년 7월 12일

## 같이 보기
- 넷스케이프
- 파이어폭스